# HD 222493
HD 222493，又名BD-12 6535，SAO 165828、HR 8979，是一颗恒星，视星等为5.89，位于銀經72.64，銀緯-67.4，其B1900.0坐标为赤經23h 35m 58.4s，赤緯-12° -67.4′ 7″。